# A Ferencvárosi TC 1959–1960-as szezonja
A Ferencvárosi TC 1959–1960-as szezonja szócikk a Ferencvárosi TC első számú férfi labdarúgócsapatának egy szezonjáról szól, mely összességében és sorozatban is az 58. idénye volt a csapatnak a magyar első osztályban. A klub fennállásának ekkor volt a 61. évfordulója.

## Mérkőzések
| Színmagyarázat | Színmagyarázat |
| -------------- | -------------- |
|                | Győzelem.      |
|                | Döntetlen.     |
|                | Vereség.       |

### Közép-európai kupa
| 1960. július 3. 18:30 |

| Ferencváros | 1 – 2               | 1. Simmeringer          |
| ----------- | ------------------- | ----------------------- |
| Albert 57'  | (0 – 1) Jegyzőkönyv | Ninaus 23' Neubauer 70' |

| Népstadion, Budapest Nézőszám: 60 000 |

| 1960. július 10. 17:30 |

| 1. Simmeringer | 1 – 5               | Ferencváros                                                                |
| -------------- | ------------------- | -------------------------------------------------------------------------- |
| Löffelmann 26' | (1 – 1) Jegyzőkönyv | Fenyvesi 3' Albert 62' Löffelmann 64' (öngól) Friedmanszky 74' Dalnoki 90' |

| Bécs |

### NB 1 1959–60

#### Őszi fordulók
| 1. forduló 1959. augusztus 2. |

| Ferencváros | 0 – 0               | SZEAC |
| ----------- | ------------------- | ----- |
|             | (0 – 0) Jegyzőkönyv |       |

| Üllői út, Budapest Nézőszám: 25 000 Játékvezető: Kösztner Vilmos (magyar) |

| 2. forduló 1959. augusztus 9. |

| Haladás VSE | 1 – 1               | Ferencváros |
| ----------- | ------------------- | ----------- |
| Komora 30'  | (1 – 1) Jegyzőkönyv | Orosz 4'    |

| Rohonci úti stadion, Szombathely Nézőszám: 15 000 Játékvezető: Kallós Sándor (magyar) |

| 3. forduló 1959. augusztus 16. |

| Ferencváros             | 2 – 2               | Vasas                  |
| ----------------------- | ------------------- | ---------------------- |
| Fenyvesi 45' Albert 81' | (1 – 2) Jegyzőkönyv | Csordás 41' Kékesi 43' |

| Népstadion, Budapest Nézőszám: 60 000 Játékvezető: Farkas István (magyar) |

| 4. forduló 1959. augusztus 22. |

| Ferencváros | 1 – 0               | Újpesti Dózsa |
| ----------- | ------------------- | ------------- |
| Orosz 46'   | (0 – 0) Jegyzőkönyv |               |

| Népstadion, Budapest Nézőszám: 40 000 Játékvezető: Kaposi Sándor (magyar) |

| 5. forduló 1959. augusztus 30. |

| Ferencváros             | 1 – 0               | Csepel SC |
| ----------------------- | ------------------- | --------- |
| Vilezsál 77' (11-esből) | (0 – 0) Jegyzőkönyv |           |

| Népstadion, Budapest Nézőszám: 60 000 Játékvezető: Katona József (magyar) |

| 6. forduló 1959. szeptember 6. |

| Salgótarjáni BTC | 1 – 1               | Ferencváros |
| ---------------- | ------------------- | ----------- |
| Bodon 51'        | (0 – 1) Jegyzőkönyv | Albert 40'  |

| Salgótarján Nézőszám: 10 000 Játékvezető: Szaffián Mihály (magyar) |

| 7. forduló 1959. szeptember 13. |

| Ferencváros                                          | 5 – 3               | Dorogi Bányász                |
| ---------------------------------------------------- | ------------------- | ----------------------------- |
| Albert 15' 72' 79' Orosz 18' Vilezsál 81' (11-esből) | (2 – 3) Jegyzőkönyv | Andris 5' Varga 20' Csóri 39' |

| Népstadion, Budapest Nézőszám: 40 000 Játékvezető: Fehérvári József (magyar) |

| 8. forduló 1959. szeptember 20. |

| Pécsi Dózsa                        | 3 – 2               | Ferencváros   |
| ---------------------------------- | ------------------- | ------------- |
| Hegyi 25' 35' (11-esből) Dunai 55' | (2 – 2) Jegyzőkönyv | Albert 4' 15' |

| PMFC Stadion, Pécs Nézőszám: 20 000 Játékvezető: Emsberger Gyula (magyar) |

| 9. forduló 1959. október 18. |

| Diósgyőr         | 2 – 1               | Ferencváros |
| ---------------- | ------------------- | ----------- |
| Pál 18' Iván 31' | (2 – 0) Jegyzőkönyv | Orosz 51'   |

| DVTK-stadion, Miskolc Nézőszám: 13 000 Játékvezető: Hernádi Vilmos (magyar) |

| 10. forduló 1959. október 28. |

| Ferencváros | 1 – 1               | Tatabányai Bányász |
| ----------- | ------------------- | ------------------ |
| Albert 70'  | (0 – 1) Jegyzőkönyv | Bukovi 8'          |

| Népstadion, Budapest Nézőszám: 60 000 Játékvezető: Sramkó Jenő (magyar) |

| 11. forduló 1959. november 1. |

| Ferencváros                     | 3 – 2               | Budapesti Honvéd        |
| ------------------------------- | ------------------- | ----------------------- |
| Orosz 11' Albert 53' Rákosi 54' | (1 – 2) Jegyzőkönyv | Gilicz 16' Kazinczy 23' |

| Népstadion, Budapest Nézőszám: 40 000 Játékvezető: Virágh Ferenc (magyar) |

| 12. forduló 1959. november 15. |

| Ferencváros                         | 5 – 1               | BVSC        |
| ----------------------------------- | ------------------- | ----------- |
| Albert 21' 40' 41' 58' Fenyvesi 79' | (3 – 1) Jegyzőkönyv | Csernai 35' |

| Népstadion, Budapest Nézőszám: 30 000 Játékvezető: Pósfai József (magyar) |

| 13. forduló 1959. december 6. |

| MTK          | 1 – 0               | Ferencváros |
| ------------ | ------------------- | ----------- |
| Szimcsák 39' | (1 – 0) Jegyzőkönyv |             |

| Népstadion, Budapest Nézőszám: 35 000 Játékvezető: Rozsnyai József (magyar) |

#### Tavaszi fordulók
| 14. forduló 1960. február 28. |

| Ferencváros              | 3 – 1               | Salgótarjáni BTC |
| ------------------------ | ------------------- | ---------------- |
| Orosz 37' Albert 55' 65' | (1 – 1) Jegyzőkönyv | Csáki 3'         |

| Üllői út, Budapest Nézőszám: 30 000 Játékvezető: Borossy László (magyar) |

| 15. forduló 1960. március 6. |

| Dorogi Bányász | 1 – 7               | Ferencváros                                                     |
| -------------- | ------------------- | --------------------------------------------------------------- |
| Csóri 16'      | (1 – 5) Jegyzőkönyv | Vilezsál 2' (11-esből) Rákosi 5' Albert 6' 9' 37' 79' Orosz 51' |

| Bányász stadion, Dorog Nézőszám: 12 000 Játékvezető: Fehérvári József (magyar) |

| 16. forduló 1960. március 13. |

| Ferencváros                  | 4 – 0               | Pécsi Dózsa |
| ---------------------------- | ------------------- | ----------- |
| Orosz 11' 31' Albert 44' 85' | (3 – 0) Jegyzőkönyv |             |

| Népstadion, Budapest Nézőszám: 45 000 Játékvezető: Emsberger Gyula (magyar) |

| 17. forduló 1960. március 20. |

| Tatabányai Bányász              | 2 – 4               | Ferencváros                                                |
| ------------------------------- | ------------------- | ---------------------------------------------------------- |
| Lahos 7' (11-esből) Hetényi 16' | (2 – 3) Jegyzőkönyv | Vilezsál 5' (11-esből) 37' (11-esből) Orosz 34' Rákosi 65' |

| Városi Stadion, Tatabánya Nézőszám: 25 000 Játékvezető: Kösztner Vilmos (magyar) |

| 18. forduló 1960. április 10. |

| Ferencváros                       | 2 – 1               | Diósgyőr |
| --------------------------------- | ------------------- | -------- |
| Vilezsál 5' (11-esből) Albert 87' | (1 – 1) Jegyzőkönyv | Pál 3'   |

| Népstadion, Budapest Nézőszám: 30 000 Játékvezető: Soós Gábor (magyar) |

| 19. forduló 1960. április 30. |

| Budapesti Honvéd | 2 – 2               | Ferencváros              |
| ---------------- | ------------------- | ------------------------ |
| Tichy 14' 70'    | (1 – 0) Jegyzőkönyv | Vilezsál 72' Dalnoki 76' |

| Népstadion, Budapest Nézőszám: 50 000 Játékvezető: Gere Gyula (magyar) |

| 20. forduló 1960. május 7. |

| BVSC                  | 1 – 4               | Ferencváros                                            |
| --------------------- | ------------------- | ------------------------------------------------------ |
| Nagy J. 6' (11-esből) | (1 – 2) Jegyzőkönyv | Orosz 5' Rákosi 13' Albert 60' Vilezsál 64' (11-esből) |

| Népstadion, Budapest Nézőszám: 30 000 Játékvezető: Hernádi Vilmos (magyar) |

| 21. forduló 1960. május 15. |

| Ferencváros | 0 – 2               | MTK                              |
| ----------- | ------------------- | -------------------------------- |
|             | (0 – 0) Jegyzőkönyv | Sándor 75' Kovács 83' (11-esből) |

| Népstadion, Budapest Nézőszám: 80 000 Játékvezető: Virágh Ferenc (magyar) |

| 22. forduló 1960. május 29. |

| SZEAC | 0 – 1               | Ferencváros |
| ----- | ------------------- | ----------- |
|       | (0 – 1) Jegyzőkönyv | Albert 19'  |

| Szeged Nézőszám: 30 000 Játékvezető: Sramkó Jenő (magyar) |

| 23. forduló 1960. június 12. |

| Ferencváros    | 2 – 0               | Haladás VSE |
| -------------- | ------------------- | ----------- |
| Albert 19' 45' | (2 – 0) Jegyzőkönyv |             |

| Népstadion, Budapest Nézőszám: 60 000 Játékvezető: Gere Gyula (magyar) |

| 24. forduló 1960. június 19. |

| Vasas                   | 2 – 2               | Ferencváros          |
| ----------------------- | ------------------- | -------------------- |
| Csordás 34' Berendy 89' | (1 – 0) Jegyzőkönyv | Rákosi 57' Orosz 78' |

| Népstadion, Budapest Nézőszám: 40 000 Játékvezető: Páldi Ede (magyar) |

| 25. forduló 1960. június 22. |

| Újpesti Dózsa | 1 – 0               | Ferencváros |
| ------------- | ------------------- | ----------- |
| Szusza 9'     | (1 – 0) Jegyzőkönyv |             |

| Népstadion, Budapest Nézőszám: 75 000 Játékvezető: Farkas István (magyar) |

| 26. forduló 1960. június 26. |

| Csepel SC | 1 – 2               | Ferencváros    |
| --------- | ------------------- | -------------- |
| Pál 80'   | (0 – 0) Jegyzőkönyv | Albert 51' 74' |

| Béke téri stadion, Budapest Nézőszám: 15 000 Játékvezető: Virágh Ferenc (magyar) |

#### Végeredmény
| #  | Csapat             | J  | Gy | D  | V  | Rg | Kg | Gk  | P  | Megjegyzés                                                                       |
| -- | ------------------ | -- | -- | -- | -- | -- | -- | --- | -- | -------------------------------------------------------------------------------- |
| 1  | Újpesti Dózsa      | 26 | 17 | 6  | 3  | 52 | 26 | +26 | 40 | Bajnok, 1960–1961-es BEK selejtező, 1960–1961-es VVK, 1960-as közép-európai kupa |
| 2  | FTC                | 26 | 14 | 4  | 5  | 56 | 31 | +25 | 35 | 1960–1961-es KEK selejtező, 1960-as közép-európai kupa                           |
| 3  | Vasas SC           | 26 | 12 | 7  | 6  | 44 | 29 | +15 | 32 | 1960-as közép-európai kupa                                                       |
| 4  | MTK                | 26 | 10 | 9  | 7  | 47 | 35 | +12 | 29 | 1960-as közép-európai kupa                                                       |
| 5  | Diósgyőri VTK      | 26 | 10 | 7  | 9  | 35 | 30 | +5  | 27 | 1960-as közép-európai kupa                                                       |
| 6  | Tatabányai Bányász | 26 | 10 | 7  | 9  | 33 | 32 | +1  | 27 | 1960-as közép-európai kupa                                                       |
| 7  | Bp. Honvéd         | 26 | 9  | 7  | 10 | 48 | 44 | +4  | 25 |                                                                                  |
| 8  | Szegedi EAC        | 26 | 9  | 8  | 10 | 33 | 37 | -4  | 25 |                                                                                  |
| 9  | Salgótarjáni BTC   | 26 | 7  | 9  | 10 | 31 | 34 | -3  | 23 |                                                                                  |
| 10 | Dorogi Bányász     | 26 | 6  | 11 | 9  | 32 | 43 | -11 | 23 |                                                                                  |
| 11 | Pécsi Dózsa        | 26 | 8  | 7  | 11 | 35 | 52 | -17 | 23 |                                                                                  |
| 12 | Csepel             | 26 | 8  | 4  | 14 | 23 | 40 | -17 | 20 |                                                                                  |
| 13 | Haladás            | 26 | 6  | 7  | 3  | 32 | 47 | -15 | 19 | Kiesett az NB II-be                                                              |
| 14 | BVSC               | 26 | 3  | 10 | 13 | 27 | 48 | -21 | 16 | Kiesett az NB II-be                                                              |

#### Eredmények összesítése
Az alábbi táblázatban összesítve szerepelnek a Ferencvárosi TC 1959/60-as bajnokságban elért eredményei.
| Ősz/tavasz (forduló)    | Otthon | Otthon | Otthon | Otthon | Otthon | Otthon | Otthon | Idegenben | Idegenben | Idegenben | Idegenben | Idegenben | Idegenben | Idegenben |
| Ősz/tavasz (forduló)    | M      | GY     | D      | V      | LG–KG  | GK     | P      | M         | GY        | D         | V         | LG–KG     | GK        | P         |
| ----------------------- | ------ | ------ | ------ | ------ | ------ | ------ | ------ | --------- | --------- | --------- | --------- | --------- | --------- | --------- |
| Őszi szezon (1–13.)     | 8      | 5      | 3      | 0      | 18–9   | +9     | 13     | 5         | 0         | 2         | 3         | 5–8       | –3        | 2         |
| Tavaszi szezon (14–26.) | 5      | 4      | 0      | 1      | 11–4   | +7     | 8      | 8         | 5         | 2         | 1         | 22–10     | +12       | 12        |
| Összesen (1–26.)        | 13     | 9      | 3      | 1      | 29–13  | +16    | 21     | 13        | 5         | 4         | 4         | 27–18     | +9        | 14        |

### Egyéb mérkőzések
| 1959. október 4. |

| Ferencváros                                       | 6 – 1       | Kickers Offenbach |
| ------------------------------------------------- | ----------- | ----------------- |
| Friedmanszky Orosz Fenyvesi Dálnoki Mátrai Albert | Jegyzőkönyv |                   |

| Népstadion, Budapest |

| 1959. december 23. |

| Dinamo Zagreb | 4 – 0       | Ferencváros |
| ------------- | ----------- | ----------- |
|               | Jegyzőkönyv |             |

| Zágráb |

| 1959. december 26. |

| Rapid Wien | 1 – 2       | Ferencváros         |
| ---------- | ----------- | ------------------- |
|            | Jegyzőkönyv | Albert Friedmanszky |

| Bécs |

| 1959. december 27. |

| Austria Salzburg | 3 – 2       | Ferencváros  |
| ---------------- | ----------- | ------------ |
|                  | Jegyzőkönyv | Orosz Mátrai |

| Salzburg |

| 1960. február 22. |

| Ferencváros                     | 6 – 2       | ŁKS Łódź |
| ------------------------------- | ----------- | -------- |
| Dálnoki Albert Orosz Rákosi ög' | Jegyzőkönyv |          |

| Üllői út, Budapest |

| 1960. április 17. |

| Ruch Chorzów | 2 – 1       | Ferencváros |
| ------------ | ----------- | ----------- |
|              | Jegyzőkönyv | Rákosi      |

| Katowice |

| 1960. április 18. |

| Stal Sosnowiec | 1 – 4       | Ferencváros                     |
| -------------- | ----------- | ------------------------------- |
|                | Jegyzőkönyv | Rákosi Friedmanszky Dálnoki ög' |

| Katowice |

| 1960. április 26. |

| Ferencváros | 1 – 0       | Dinamo Zagreb |
| ----------- | ----------- | ------------- |
| Vilezsál    | Jegyzőkönyv |               |

| Népstadion, Budapest |

## Külső hivatkozások
- A csapat hivatalos honlapja (magyarul)
- Az 1959–1960-as szezon menetrendje a tempofradi.hu-n (magyarul)